# Sunday Island (Victoria)
Sunday Island è un'isola situata all'interno del Corner Inlet, una baia che si affaccia sullo stretto di Bass, a nord-est del Wilsons Promontory, nello stato di Victoria, in Australia. Appartiene alla contea di Wellington.
Sebbene l'isola sia circondata dal Nooramunga Marine and Coastal Park, Sunday Island è proprietà privata, appartiene alla Para Park Co-operative Game Reserve Limited che offre ai membri della cooperativa opportunità ricreative, pesca e osservazione degli uccelli, oltre a opportunità di caccia. Sull'isola è stato introdotto il cervo porcino e il daino.

## Geografia
Sunday Island è una bassa isola di sabbia, lunga circa 8 km e larga 3 km; ha una superficie di 16,2 km² e un'altezza massima di 15 m. L'isola è circondata da altre isole sabbiose, a sud-ovest si trova Snake Island.

## Storia
Sunday Island si trova all'interno delle terre tradizionali del clan Brataolong della nazione Gunai. I coloni europei arrivarono nella zona nei primi anni del 1840.